# Play-off-urile de calificare pentru Campionatul European de Fotbal 2004
Play-off-urile de calificare pentru Campionatul European de Fotbal 2004 a fost ultima rundă din calificările pentru Euro 2004. Ele au fost disputate între 10 echipe ce au terminat pe locul doi în grupele din preliminariile Campionatului European de Fotbal 2004. Meciurile s-au jucat pe 15 și 19 noiembrie 2003.

## Calificări
Toate cele 10 echipe ce au terminat pe locul doi în grupele lor din preliminarii, au acces îb faza play-off:
- Slovenia
- Norvegia
- Țările de Jos
- Letonia
- Scoția
- Spania
- Turcia
- Croația
- Țara Galilor
- Rusia

## Tragerea la sorți
Tragerea la sorți pentru play-offa avut loc pe 13 octombrie 2003 în Frankfurt, Germania, pentru a determina cele 5 perechi dar și ordinea meciurilor de acasă și deplasare.

## Meciurile
| Echipa 1 | Scor gen. | Echipa 2      | Tur | Retur |
| -------- | --------- | ------------- | --- | ----- |
| Letonia  | 3–2       | Turcia        | 1–0 | 2–2   |
| Scoția   | 1–6       | Țările de Jos | 1–0 | 0–6   |
| Croația  | 2–1       | Slovenia      | 1–1 | 1–0   |
| Rusia    | 1–0       | Țara Galilor  | 0–0 | 1–0   |
| Spania   | 5–1       | Norvegia      | 2–1 | 3–0   |

### Prima manșă
| Scoția       | 1 – 0  | Țările de Jos |
| ------------ | ------ | ------------- |
| McFadden 22' | Report |               |

| Rusia | 0 – 0  | Țara Galilor |
| ----- | ------ | ------------ |
|       | Report |              |

| Croația | 1 – 1  | Slovenia   |
| ------- | ------ | ---------- |
| Pršo 5' | Report | Šiljak 22' |

| Letonia          | 1 – 0  | Turcia |
| ---------------- | ------ | ------ |
| Verpakovskis 29' | Report |        |

| Spania                      | 2 – 1  | Norvegia    |
| --------------------------- | ------ | ----------- |
| Raúl 21' H. Berg 85' (o.g.) | Report | Iversen 15' |

### Manșa a doua
| Slovenia | 0 – 1  | Croația  |
| -------- | ------ | -------- |
|          | Report | Pršo 61' |

Croatia won 2–1 on aggregate.
| Norvegia | 0 – 3  | Spania                              |
| -------- | ------ | ----------------------------------- |
|          | Report | Raúl 34' Vicente 49' Etxeberria 57' |

Spain won 5–1 on aggregate.
| Turcia               | 2 – 2  | Letonia                      |
| -------------------- | ------ | ---------------------------- |
| Mansız 20' Șükür 64' | Report | Laizans 66' Verpakovskis 78' |

Latvia won 3–2 on aggregate.
| Țările de Jos                                                       | 6 – 0  | Scoția |
| ------------------------------------------------------------------- | ------ | ------ |
| Sneijder 13' Ooijer 32' van Nistelrooy 37', 51', 67' F. de Boer 65' | Report |        |

Netherlands won 6–1 on aggregate.
| Țara Galilor | 0 – 1  | Rusia      |
| ------------ | ------ | ---------- |
|              | Report | Evseev 21' |

Russia won 1–0 on aggregate.